# 巴斯坦
巴斯坦（西班牙語：Baztán）是西班牙纳瓦拉的一个市镇。总面积374平方公里，总人口7501人（2001年），人口密度20人/平方公里。